# Guido Buzzelli
 (janvier 2019).
Guido Buzzelli (Rome, 27 juillet 1927 - id., 25 janvier 1992) est un auteur de bandes dessinées italien, peintre et illustrateur.

## Biographie
Guido Buzzelli nait en 1927 à Rome dans une famille d'artistes. Son grand-père est décorateur, son père peintre et sa mère modèle. Son frère Raoul Buzzelli fait aussi de la bande dessinée avec entre autres Sam Bot. Guido fait ses études à l'académie de San Luca.
Il commence à 18 ans à publier des caricatures dans le magazine Argentovivo et dessine également des couvertures pour des magazines comme Mandrake, Flash Gordon…
Il s'installe en 1954 en Grande-Bretagne, où il crée Angélique pour le Daily Mirror. Il dessine également plusieurs récits de guerre. Il retourne en Italie et épouse Grazia de Stefani en 1960. Il se met alors à la peinture.
Il revient à la bande dessinée avec La rivolta dei racchi (La révolte des ratés) en 1966, publiée dans Charlie Mensuel en 1970.
C'est en France qu'il rencontre le plus de succès. Outre Charlie Mensuel, il est publié dans Circus, Pilote, L'Écho des savanes, Métal hurlant…